# Gaspar Melchor de Jovellanos
Gaspare Melchiorre de Fons, battezzato come Baltasar Melchor Gaspar María de Jove Llanos y Ramírez (Gijón, 5 gennaio 1744 – Navia, 27 novembre 1811), è stato un politico, scrittore e filosofo spagnolo.
Fu una figura preminente dell'Illuminismo spagnolo e una delle figure preminenti delle Cortes di Cadice.

## Biografia
Nato nella città asturiana di Gijón, di una delle molte famiglie nobili ma di scarse sostanze che popolavano il Regno. Nel 1757 iniziò gli studi di filosofia all'Università di Oviedo. Nel 1760, avendo ottenuto la protezione del vescovo locale, passò agli studi ecclesiastici presso l'università di Avila, studi che completò nel 1761 a Osma (nella Provincia di Soria), ciò che gli consentì di ottenere il titolo di diritto canonico dall'università di Avila.
Di seguito, nel 1764, venne ammesso a proseguire gli studi di diritto canonico presso il Collegio Maggiore di Sant'Ildefonso all'Università di Alcalá. Lì conobbe il Cadalso e il Campomanes.

### Una brillante carriera nell'antico regime

#### Siviglia
Gli studi gli consentirono di acquisire un incarico di giudice penale alla Udienza Reale (il tribunale) di Siviglia, nel 1767. Nel 1774 vi divenne uditore. Nel 1775 fu tra i promotori della Società Patriottica Sivigliana, della quale fu segretario. 

#### Madrid
Per interessamento del Duca di Alba (da lui conosciuto in Siviglia), nel 1778 venne nominato giudice alla Udienza Reale della capitale, assegnato alla sezione fiscale del Consiglio di Castiglia. Qui mostrò integrità e abilità nell'amministrazione finanziaria. 
Questo gli consentì di compiere un ulteriore passo, divenendo, nel 1780, membro del Consiglio degli Ordini Militari e poi, nel 1782, membro della commissione di gestione del Banco di San Carlo, fondato da Carlo III il 2 luglio di quell'anno. Alla carica aggiunse quella di membro del consiglio della Società Economica di Madrid, della quale divenne direttore nel dicembre 1784.
Si costruì una solida reputazione intellettuale, come dimostra la sua ammissione all'Accademia Reale di Storia (1779), all'Accademia Reale di San Fernando (1780) e all'Accademia Reale Spagnola (1781). 
A quel periodo risalgono innumerevoli studi sulla economia spagnola, fra i quali spicca la sua opera maggiore, Informe en el expediente de ley agraria, del 1787, nella quale perorò la causa della liberalizzazione della proprietà terriera: proposta poi bocciata dal Consiglio di Castiglia. 

### Allontanamento dalla politica nazionale

#### Rivoluzione francese

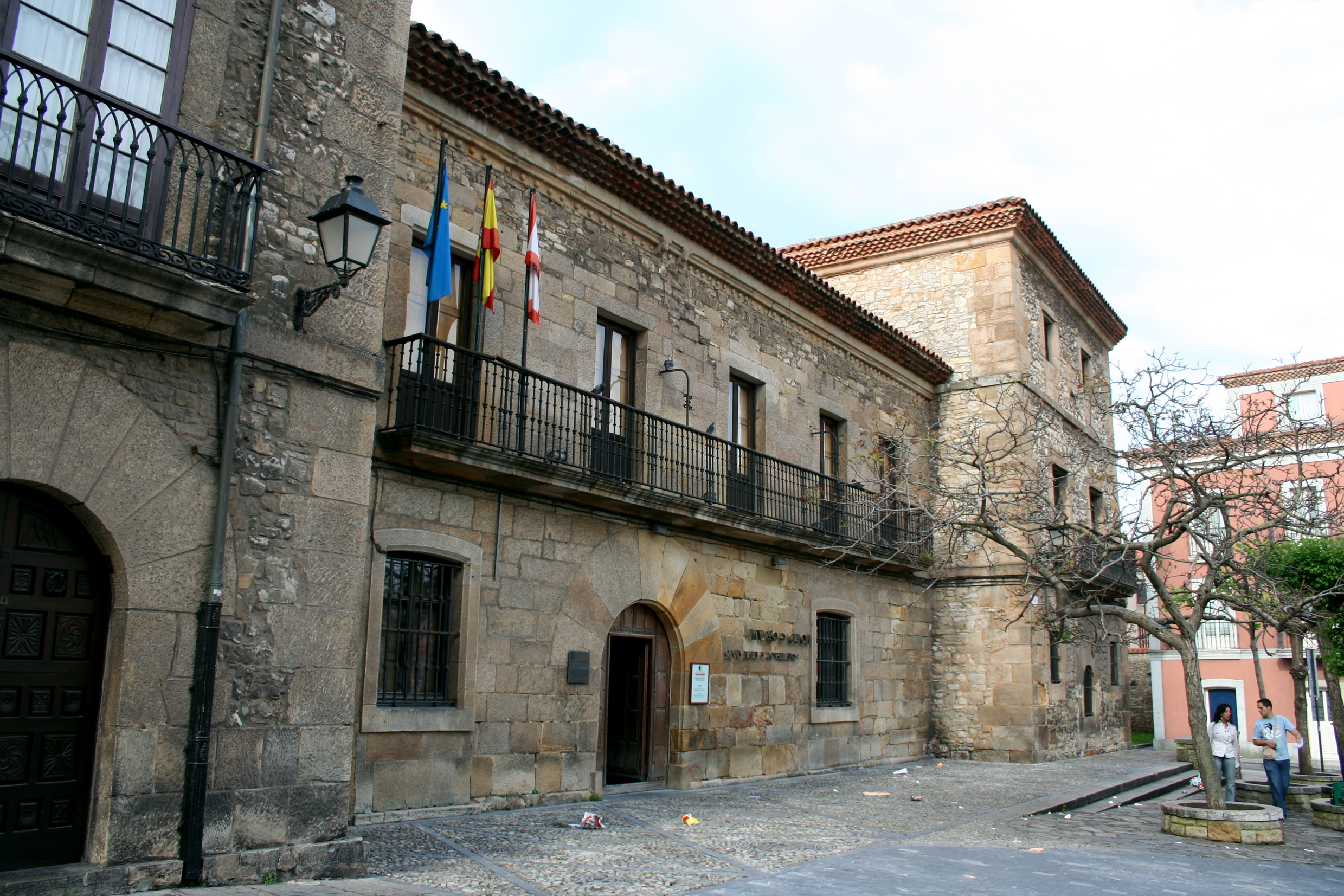
Casa natale di Jovellanos, che oggi ospita un museo a lui dedicato.

Lo scoppio della Rivoluzione francese ebbe importanti conseguenze sulla vita politica e culturale iberica, spingendo il sovrano Carlo IV ad allontanare dalla vita pubblica nazionale gli esponenti del pensiero "illuminato". Particolarmente significativo fu l'allontanamento di François Cabarrus, cui lo Jovellanos era molto vicino, ciò che lo costrinse a una sorta di esilio interno nella città natale di Gijón, durato dal 1790 al 97. 
Profittò per completare la stesura finale del Informe, nel 1794, pubblicato l'anno successivo, che seguiva un Informe sobre espectáculos, pubblicato nel 1790 e affidatogli dall'Accademia Reale di Storia.

#### Incarichi pubblici nelle province
Egli non cessò mai, tuttavia, di svolgere funzioni pubbliche, anche rilevanti, sebbene non più a livello nazionale: cominciò nel 1790, con un viaggio per le Asturie, la Cantabria e il Paese Basco, ove studiò la produzione di carbone e i possibili utilizzi. Ne nacque la proposta di favorire l'aumento della produzione attraverso la liberalizzazione dello sfruttamento minerario, ottenendo un parziale successo con i provvedimenti adottati dal governo nel 1793.

Nel 1790-91 si recò diverse volte a Salamanca, incaricato della riforma dei Collegi degli Ordini Militari. Nel 1792 venne nominato sotto-delegato alle strade per le Asturie, tentando di accelerare la costruzione della strada che collegava Gijón alla Castiglia: un'opera avviata sin dal 1771, ma che Jovellanos non poté portare a conclusione, stante una cronica carenza di fondi.
Nel 1794 tradusse le sue nuove competenze facendosi principale promotore della fondazione di un Istituto Asturiano di Nautica e Mineralogia, che aveva per missione la cura della diffusione dell'istruzione tecnica e cui non mancò di dedicarsi sino alla morte. 

### Ritorno al governo

#### Alleanza con la Francia

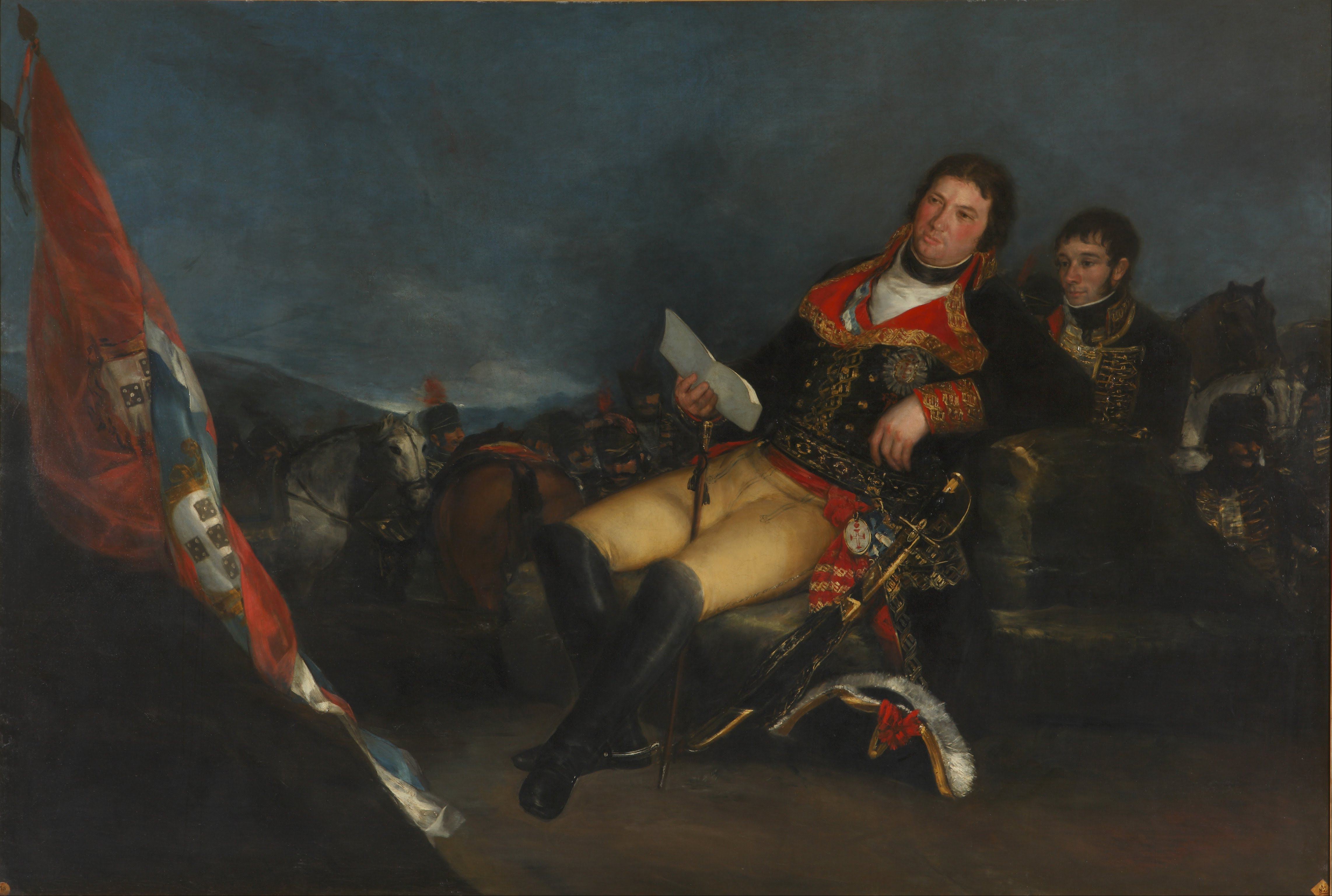
Godoy all'indomani della Guerra delle arance

Nel frattempo a Madrid Carlo IV aveva affidato la carica di primo ministro al discusso Manuel Godoy sin dal novembre 1792. Questi, a seguito della decapitazione di Luigi XVI, aveva coinvolto la Spagna nella cosiddetta guerra del Rossiglione, iniziata il 7 marzo 1793 e conclusa con la pace di Basilea dell'estate 1795, stipulata senza informare l'alleato inglese. Alla pace seguì il primo trattato di Sant'Idelfonso del 18 agosto 1796, che inaugurò una inedita alleanza militare.

#### Ministro della giustizia
Il riavvicinamento alla Francia indusse Carlo IV a richiamare il Jovellanos. Questi rifiutò l'incarico di ambasciatore in Russia, ma, il 10 novembre 1797, accettò quello di ministro di Grazia e Giustizia. 
Nel frattempo l'alleanza con la Francia costrinse il regno a una sfortunata campagna contro la potente Inghilterra, segnata dal disastro di Cabo San Vicente (14 febbraio 1797), dalla perdita di Trinidad e dai tentativi inglesi su Cadice, Porto Rico e Tenerife. In generale, la politica estera del Godoy appariva fallimentare. E Carlo IV ne trasse le dovute conseguenze, destituendolo il 28 marzo 1798. 

#### Un ruolo nella caduta del Godoy
Jovellanos fu tra i fautori della destituzione del Godoy. Ma di lì a poco cadde, a sua volta, per le sue iniziative di politica interna: egli aveva, infatti, profittato del mutato clima per tentare alcune riforme, specie con riguardo alla riduzione del potere della Santa Inquisizione. Ma le reazioni furono tali da costringerlo a nuove dimissioni, il 16 agosto 1798.

### Carcere

#### Breve ritorno in provincia
Rientrò, quindi, a Gijón, ove fondò una seconda accademia, l'Accademia Asturiana, questa volta dedicata allo studio della storia e della lingua locale. 
Seguirono due anni dominati dall'Urquijo, un ex-diplomatico divenuto, il 22 febbraio 1799, Segretario di Stato (ministro degli esteri). Sinché questi venne dimesso, il 13 dicembre 1800 e Carlo IV richiamò il Godoy. 

#### Prigioniero a Maiorca

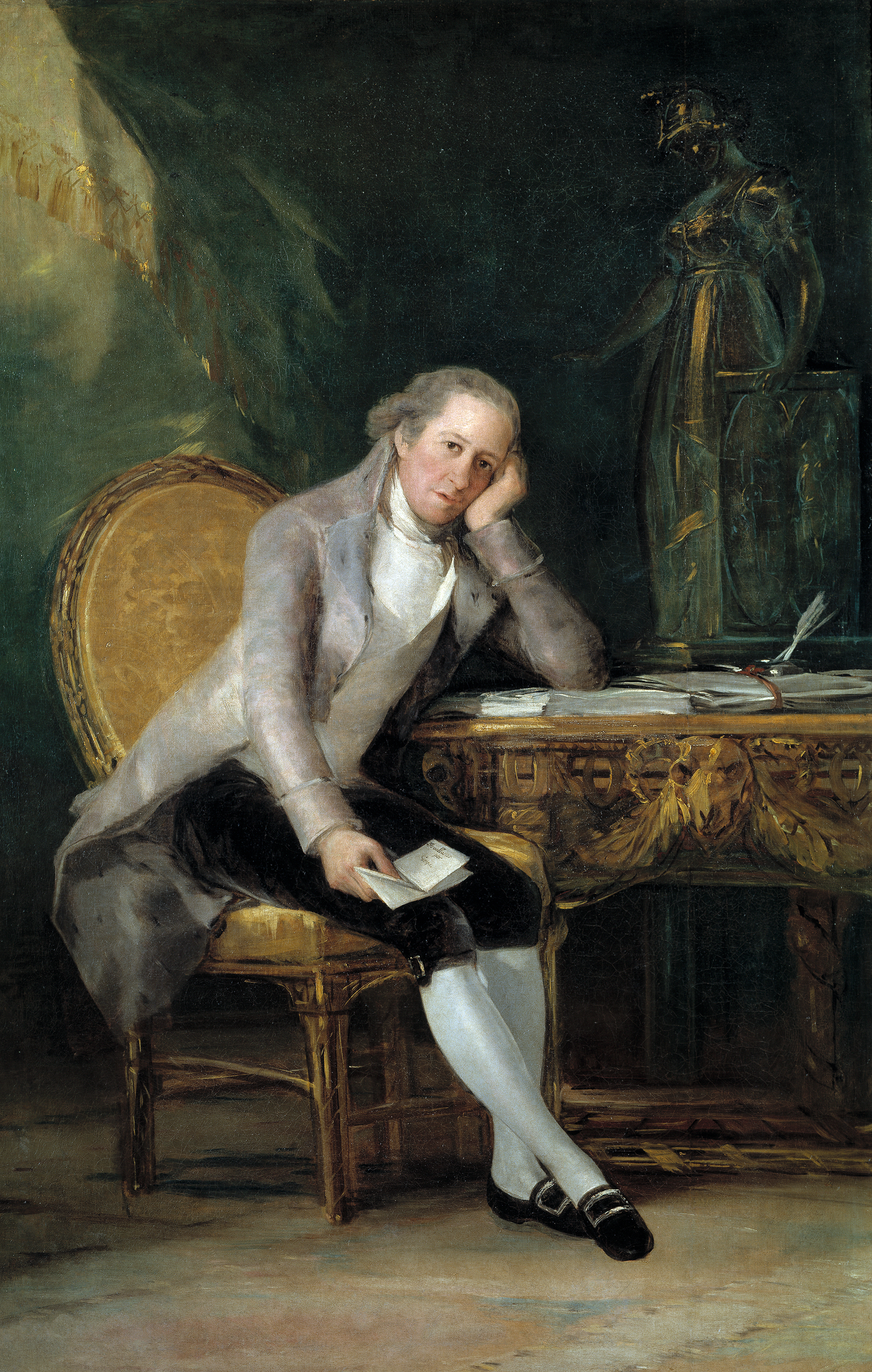
Ritratto del Jovellanos, 1798. Museo del Prado.

Uno dei primi atti di Godoy fu di ordinare l'arresto del Jovellanos (13 marzo 1801) e la sua deportazione a Maiorca, prima in un monastero, poi nelle prigioni del castello di Bellver. Venne liberato solo il 6 aprile 1808, a seguito dei cosiddetti moti di Aranjuez: una rivolta iniziata il 17 marzo nelle strade dell'omonimo quartiere madrilenio, aizzato da partigiano del figlio del re, l'erede al trono, il futuro Ferdinando VII, mirato contro il Godoy e la sua politica estera, che era costato alla Spagna il disastro di Trafalgar e, soprattutto, già aveva permesso l'ingresso in Spagna di circa 65.000 soldati francesi.

#### Liberazione dopo la caduta del Godoy
I moti portarono all'arresto del Godoy e all'abdicazione di Carlo IV a favore del figlio.
Ciò scatenò l'iniziativa dell'Imperatore dei Francesi, il quale mandò Murat a occupare Madrid, ove questi represse nel sangue l'insurrezione del 2 maggio. Mentre Napoleone invitava in Francia e li prendeva prigionieri Ferdinando VII e Carlo IV, con l'intera famiglia reale.
Lì Ferdinando VII venne costretto ad abdicare in favore del padre, questi in favore di Napoleone, il quale, a sua volta, il 7 luglio 1808, abdicò in favore del proprio fratello maggiore, Giuseppe Buonaparte, dal 1806 re di Napoli.

### Guerra d'indipendenza spagnola

#### Autorevole membro della Giunta legittimista
Nel frattempo, Jovellanos era tornato sul continente, ma, qui giunto, rifiutò di far parte del governo del nuovo sovrano Giuseppe I. Anzi, rappresentò le Asturie nella Giunta Centrale Suprema: il nuovo governo centrale, costituito, in assenza del sovrano, il 25 settembre nella solita Aranjuez. Poi trasferito a Siviglia e, quindi, a San Fernando, appena fuori la grande città portuale di Cadice, sotto la protezione della flotta inglese.
In questo breve ma decisivo periodo, Jovellanos fu al centro del vivace dibattito politico che divideva il fronte legittimista, favorevole a Ferdinando VII. Tanto da dare il proprio nome ad uno dei tre "partiti" in cui, schematicamente, si divideva il paese: accanto ai conservatori (favorevoli al mantenimento della monarchia assoluta) e ai liberali (favorevoli a rispondere alla Costituzione di Bayonne con una nuova carta legittimista ma liberale), erano forti i cosiddetti "Jovellanisti", favorevoli alle riforme ma ostili alle tendenze rivoluzionarie.

#### Teorico delle Cortes
Al colmo dell'aspro dibattito, il 6 marzo 1810, Jovellanos si trasferì a Muros, ove, nel corso di un soggiorno durato vari mesi, redasse una Memoria en defensa de lana Junta Central, poi edita a La Coruña: un'appassionata difesa dell'azione del governo provvisorio e della guerra d'indipendenza.

#### Ritorno a Gijón e morte
Il 27 luglio 1811 tornò a Gijón, da dove dovette fuggire a causa di una ennesima avanzata francese. Colpito da una polmonite, morì a Puerto de Vega, presso Navia, il 27 novembre 1811. È sepolto in Gijón, nella cappella del palazzo avito.

## Opere

### Prosa
- 1788 - Elogio de Carlos III.
- 1794 - Informe en el Expediente de la Ley Agraria.
- 1796 - Memoria para el arreglo de la policìa de los espectàculos y diversiones públicas y sobre su origen en España.
- 1797 - Oración sobre la necesidad de unir el estudio de la literatura al de las ciencias.
- 1800 - Memorias históricas-artísticas de arquitectura.
- 1791-1804 - Diarios.

### Teatro
- 1769 - Pelayo;
- 1773 - El delinquente honrado.